# Jevgenyij Jevgenyjevics Nyesztyerenko
Jevgenyij Jevgenyijevics Nyesztyerenko (oroszul: Евгений Евгеньевич Нестеренко) (Moszkva, 1938. január 8. – Bécs, 2021. március 20.) szovjet-orosz operaénekes (basszus), a Szovjetunió népművésze (1976), Ausztria kamaraénekese (1992). Hazája egyik legnépszerűbb előadója volt.

## Élete
A nagy honvédő háború kitörése után családjával együtt Taskentbe evakuálták. 1943-ban térhettek vissza Moszkvába, 1949-ben a család Cseljabinszkba költözött. Itt látott először operaelőadást: Rimszkij-Korszakov Hópelyhecskéjét. Iskolai és úttörőtábori rendezvényeken rendszeresen énekelt hallás után megtanult dalokat. 
1955-től a leningrádi műegyetem hadmérnöki karának volt diákja, mellette magánúton tanult énekelni.

## Szerepei
- Alekszandr Porfirjevics Borogyin: Igor herceg – Koncsak kán; Igor herceg
- Alekszandr Szergejevics Dargomizsszkij: Ruszalka – Molnár
- Antonín Dvořák: Ruszalka – Vízi ember
- Arrigo Boito: Mefistofele – Mefisztó
- Bartók Béla: A kékszakállú herceg vára – A herceg
- Charles Gounod: Faust – Mefisztó
- Claude Debussy: Pelléas és Mélisande – Arkel
- Dmitrij Dmitrijevics Sosztakovics: Kisvárosi Lady Macbeth – Régi elítélt
- Gaetano Donizetti: Boleyn Anna – Enrico (VIII. Henrik)
- Gaetano Donizetti: Don Pasquale – Don Pasquale
- Gaetano Donizetti: Lammermoori Lucia – Raimond Bidebent
- Gaetano Donizetti: Szerelmi bájital – Dulcamara
- Georges Bizet: Carmen – Escamillo
- Gioachino Rossini: A sevillai borbély – Basilio
- Gioachino Rossini: Mózes – Mózes
- Giacomo Puccini: Bohémélet – Colline
- Giuseppe Verdi: Aida – Ramphis
- Giuseppe Verdi: A haramiák – Massimiliano
- Giuseppe Verdi: A trubadúr – Ferrando
- Giuseppe Verdi: Don Carlos – II. Fülöp; Főinkvizítor
- Giuseppe Verdi: Macbeth – Banquo
- Giuseppe Verdi: Nabucco – Zakariás
- Giuseppe Verdi: Requiem
- Giuseppe Verdi: Simon Boccanegra – Jacopo Fiesco
- Hector Berlioz: Faust elkárhozása – Mefiszto
- Igor Stravinsky: Oedipus rex – Teiresziász
- Ivan Dzserszinkij: Csendes Don – Grigorij Meljehov
- Mihail Ivanovics Glinka: Életünket a cárért – Ivan Szuszanyin
- Mihail Ivanovics Glinka: Ruszlán és Ludmilla – Ruszlán
- Modeszt Petrovics Muszorgszkij: Borisz Godunov – Varlaam; Borisz Gudonov
- Modeszt Petrovics Muszorgszkij: Hovanscsina – Doszifej; Ivan Hovanszkij herceg
- Nyikolaj Andrejevics Rimszkij-Korszakov: Az aranykakas – Dodon cár
- Nyikolaj Andrejevics Rimszkij-Korszakov: Cári menyasszony – Grigorij Lukjanovics Maljuta-Szkuratov
- Nyikolaj Andrejevics Rimszkij-Korszakov: Katyerina Izmajlova – Pap
- Nyikolaj Andrejevics Rimszkij-Korszakov: Mese Szaltán cárról – Szaltán cár
- Nyikolaj Andrejevics Rimszkij-Korszakov: Mozart és Salieri – Antonio Salieri
- Nyikolaj Andrejevics Rimszkij-Korszakov: Szadko – A varég
- Pjotr Iljics Csajkovszkij: Anyegin – Gremin herceg
- Pjotr Iljics Csajkovszkij: Jolánta – René
- Pjotr Iljics Csajkovszkij: Mazeppa – Vaszilij Kocsubej
- Szergej Prokofjev: A három narancs szerelmese – Treff király
- Szergej Prokofjev: Háború és béke – Kutuzov
- Szergej Rahmanyinov: Aljeko – Aljeko
- Vano Iljics Muradeli: Október – Andrej
- Wolfgang Amadeus Mozart: A varázsfuvola – Sarastro
- Wolfgang Amadeus Mozart: Don Giovanni – Don Gonzalo de Ulloa
- Wolfgang Amadeus Mozart: Figaro házassága – Bartolo

## Magyarul megjelent művei
- Jevgenyij Nyesztyerenko; a művész Tűnődés a mesterségről c. kötetének anyagából Szabó Mária ford. felhasználásával vál., összeáll. Kerényi Mária, a magyar fejezetben megjelent írások szerzői Breuer János et al.; Zeneműkiadó, Bp., 1987

## Díjai, kitüntetései
- Aranymedál, Nemzetközi Csajkovszkij Verseny, Moszkva, 1970
- A Szovjetunió népművésze, 1976
- Golden Viotti, Olaszország, 1981
- Lenin-díj, 1982
- Giovanni Zenatello, Olaszország, 1986
- A Szocialista Munka Hőse, 1988
- A Magyar Népköztársaság Csillagrendje, 1988
- Az orosz Művészeti Akadémia Saljapin-díja, Moszkva, 1992
- Order of Honour, Oroszország, 2014